# Saint Matthieu et l'Ange (Savoldo)
Saint Matthieu et l'Ange (en italien, San Matteo e l'angelo) est une peinture à l'huile sur toile (124,5 × 93,3 cm) du peintre italien Giovanni Gerolamo Savoldo, datée entre 1530 et 1535 et conservée au Metropolitan Museum of Art de New York.

## Description
Le tableau, destiné à une collection privée ou, selon une autre hypothèse, à la Zecca di Milano (Monnaie de Milan), est l'un des plus beaux exemples de « nocturnes » de Savoldo, lesquels font sa réputation. L'évangéliste saint Matthieu est représenté assis à une table pendant qu'il rédige son Évangile sous l'inspiration d'un ange représenté de profil à droite et qu'il regarde droit dans les yeux, proche du symbole de l'évangéliste (l'homme ailé du tétramorphe, comme l'aigle pour saint Jean, le bœuf ailé pour saint Luc et le lion ailé pour saint Marc). La lumière provient entièrement de la petite chandelle au premier plan, tandis qu'à l'intérieur du tableau, en mineur, on aperçoit au fond par les deux ouvertures d'une part à droite des domestiques qui se réchauffent autour d'un feu et d'autre part à gauche des petites silhouettes devant un haut édifice éclairé par la lune. Cela est une allusion à l'hospitalité reçue par saint Matthieu de la part des eunuques de la reine d'Éthiopie et à son futur martyre, avec la tour qui fait référence à sa guérison par un habitant de Nabader et à la résurrection du fils du roi d'Éthiopie.
La scène en premier plan est remarquable de vérisme avec la chandelle, la feuille, la plume tenue par l'évangéliste qui tient de l'autre main l'encrier ; cette manière vériste est un tribut au naturalisme lombard. La tunique de velours rose de saint Matthieu est également peinte avec une grande force par ses effets de lumière et de  clair obscur  très suggestifs ; le drapé pesant est rendu par des traits de pinceau fort denses qui sont la marque tout à fait reconnaissable de l'artiste.
Cette toile maîtresse aurait pu influencer le jeune lombard Caravage dans ses célèbres visions nocturnes.

## Source de la traduction
- (it) Cet article est partiellement ou en totalité issu de l’article de Wikipédia en italien intitulé « San Matteo e l'angelo (Savoldo) » (voir la liste des auteurs).